# RNA-Aktivierung
Die RNA-Aktivierung (kurz RNAa) ist ein natürlicher Mechanismus in den Zellen von Säugetieren und möglicherweise anderer eukaryotischer Lebewesen, welcher zu einer paradoxen Verstärkung der Umsetzung einer Erbinformation in ein Merkmal führt. Die RNA-Aktivierung ist in ihrer Wirkung der RNA-Interferenz entgegengesetzt und beruht wie diese auf kleinen RNA-Molekülen, wie siRNA und miRNA. 
Als zugrundeliegende Mechanismen werden eine Aktivierung der Transkription eines Gens, eine Aktivierung der Translation in ein Protein, eine Wechselwirkung mit zelleigener miRNA und Antisense-Mechanismen diskutiert. Promotor-spezifische interferierende RNA-Moleküle können über einen aktivierten RNA-induced transcriptional silencing complex zu einer Aktivierung der Transkription führen. Ebenso wird eine Argonautenprotein-vermittelte Aktivierung der Translation diskutiert. Ein weiterer möglicher Mechanismus ist eine direkte Wechselwirkung mit zelleigener miRNA. Dieser Mechanismus wird zielgerichtet auch von sogenannten Antagomiren genutzt.